# Ardrossan (Scozia)

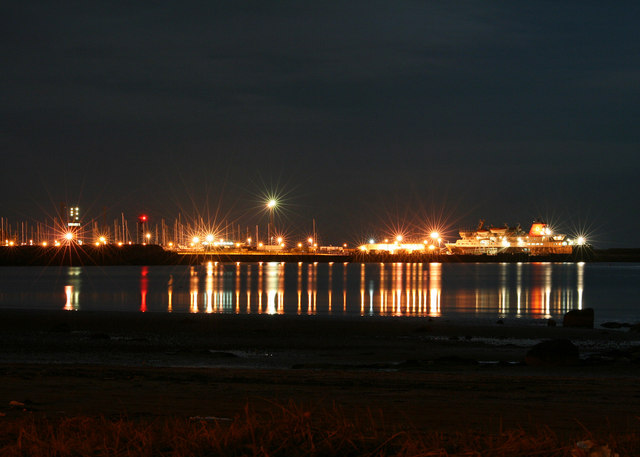
Immagine in notturna del porto di Ardrossan

Ardrossan (in gaelico scozzese: Àird Rosain; 3,29 km²; 10.500 ab. circa) è una cittadina portuale della Scozia sud-occidentale, facente parte dell'area amministrativa dell'Ayrshire Settentrionale (North Ayrshire) e situata di fronte al Forth of Clyde, un'insenatura dell'Oceano Atlantico. Forma, insieme alle vicine località di Saltcoats e Stevenston, le cosiddette "Three Towns" ("Tre città").

## Geografia fisica

### Collocazione
Ardrossan si trova a circa 25 km ad ovest di Kilmarnock (Ayrshire Orientale) e a circa 50 km a sud-ovest di Glasgow. È situata di fronte all'isola di Arran.

## Società

### Evoluzione demografica
Al censimento del 2001, Ardrossan contava una popolazione pari a 10.952 abitanti.

## Storia
Ardrossan sorse intorno al 1140, quando fu costruito un castello (il Castello di Ardrossan) in loco.
A partire dal 1820, la località fu dotata di un porto e dal 1848 in poi vi furono annessi numerosi cantieri navali.

## Edifici e luoghi d'interesse

### Castello di Ardrossan
Tra gli edifici di interesse, vi è il Castello di Ardrossan (Ardrossan Castle), costruito intorno al 1140 e più volte rimodellato, soprattutto a partire dal 1449.
|  |

### Montfode Castle
Nei dintorni della città, si trovano invece le rovine di un altro castello, il Montfode Castle ("Castello dei Montfode(s)"), risalente al XVI secolo.

## Infrastrutture e trasporti
Un traghetto collega la località all'Isola di Arran.

## Sport
- Ardrossan Winton Rovers Football Club - squadra di calcio[7]